# NGC 4126
NGC 4126 ist eine linsenförmige Galaxie vom Hubble-Typ S0 im Sternbild Coma Berenices am Nordsternhimmel. Sie ist schätzungsweise 301 Millionen Lichtjahre von der Milchstraße entfernt und hat einen Durchmesser von etwa 100.000 Lichtjahren.

Im selben Himmelsareal befindet sich die Galaxie NGC 4152.
Das Objekt wurde am 21. März 1784 von Wilhelm Herschel entdeckt.